# Belemniteszek
A belemniteszek vagy belemnitidák a tintahalak távoli rokonai voltak, a kréta végeztével kihalt (kréta–tercier kihalási esemény), tengeri belsővázas fejlábúak. Rokonaik, a spirulák, szépiák és kalmárok belső váza levezethető a belemniteszekéből a rokoni felsorolásnak megfelelő redukciós sorrendben. A belemnitidáknak a fosszilis leletek szerint tintazacskójuk, 10, fogókampókkal ellátott karjuk volt (Passaloteuthis paxilosa, jura-toarci, Holzmaden). Köpenyzacskójuk tölcsérré módosult függelékével a sugárhajtás elvének megfelelően hajtották magukat vízben, de a mai rokonaik és egyes szerencsésen megőrződött lágytest-lenyomatok szerint úszószegéllyel is rendelkeztek, ami lehetővé tette számukra a finom manővereket és az előrehaladást is.

## Származásuk
A Belemnitidák az ammoniteszekhez hasonlóan a Bactritesekből származnak, s mint azok, ventrális, peremi helyzetű sipho-val rendelkeztek. A tulajdonképpeni (eredetileg) mozgásszervként szolgáló kamrázott váz, a phragmoconus eredetét tekintve megfelel a ma élő egyetlen külső vázas lábasfejű, a Nautilus házának. Ameddig azonban a Nautilus sipho centrális helyetű, a ház keresztmetszetében felezően osztja a kamrák septumait, addig a modern, belső vázas lábasfejűek és az Amoniteszek közös ősében a sipho-csatorna a ház peremére tolódott. A Belemnitidák a felső devonban jelentek meg, a tulajdonképpeni, jura és kréta kőzetekből gyakran gyűjthető Belemniteszek azonban csak a triászban alakultak ki. Valószínűleg a karboni Belemnitidák egy kollektív típust testesítenek meg, amelyből legkésőbb a triász folyamán kiváltak a ma élő belső házas lábasfejűek. Ezért a Belemniteszek nem ősei az előbbieknek, ugyanakkor közeli rokonaik.
A Belemniteszek vázában az idők folyamán jellemző változások mentek végbe. Az eredetileg a váz domináns eleme, a phragmoconus lassan elvesztette mozgásszerv funkcióját és kialakult körülötte egy masszív, lövedék alakú váz, a rostrum. A rostrumnak a phragmoconust befoglaló ürege az alveolus. Esetenként az eredeti lakókamrának megfelelő utolsó egy-néhány vázelem átalakult egy, ventrálisan csőrszerűen előrenyúló vázelemmé, amit proostractumnak neveznek. A ma is élő Sepioideák esetében a rostrum egy gyufafejnyi méretű elemmé csökevényesedett és a phragmoconus adja a szépiacsont túlnyomó részét. Már a Belemniteszeknél is megfigyelhető a phragmoconus kamraválaszfalainak a szájadék felé ventrális irányban történő dőlése, ami a szépiáknál odáig ment, hogy a kamraválaszfalak csaknem vízszintesekké váltak és a váz keresztmetszete szinte vízszintesen lemezeltnek látszik. A kalmárok esetében a váz egy szarunemű, legfeljebb igen kis mértékben elmeszesedett lemezzé vált az állat testében. A Spirulák phragmoconusa megtartotta kamrázottságát és laza vonalban be is csavarodott, az ammoniteszekkel szemben nem dorzális, hanem ventrális irányban.

## Lágy testük
A belemniteszek lágy teste esetenként jól megőrződött. Találtak tengeri őshüllő által kettéharapott vázakat, ahol a belemnitesz lágy teste közel egyben maradt és megőrződött a kalcitlemezes szívótölcsér, a karok, a tintazacskó, a köpeny, a fogazott fogókarok lenyomata is. A Belemnitidák mérete általában nem haladta meg a néhány centimétert, azonban egyes fajaik váza akár egy méteresre is megnőhetett. Közelítőleg a belső váz hosszának háromszorosát tette ki az állat testhossza eredetileg.

## Életmódjuk
A belemnoideák feltételezhetően a recens kalmárokhoz hasonlóan ún. iskolákban éltek, a polipokkal ellentétben nem voltak magányos állatok. Esetenként a kőzetek egész "belemnitesz-csatamezőket" őriztek meg, nem kizárt, hogy az állatok a kalmárok számos fajához hasonlóan közösen szaporodtak és az aktus után elhullottak volna. Más magyarázat szerint mivel az élő állat rostruma eredetileg könnyű volt, a lesüllyedt és a lebomlás után szabaddá vált vázak az áramlás irányának megfelelően rendeződtek el az üledékben és ott, ahol az áramlási viszonyok megfelelőek voltak, felhalmozódtak. A két elmélet nem zárja ki egymást.
A ma élő rokonaik részletes vizsgálatával és a lágy test ritka lenyomatának fellelésével egészében sikerült rekonstruálni a belemnitesz zsigereit. Nagyrészt szaru-anyagú, papagájcsőr alakú szájszervük is megőrződött.

## Hazai lelőhelyeik
Hazánkban a Gerecse és a Bakony jura korú képződményeivel kis szerencsével gyűjthetők.

## Galéria

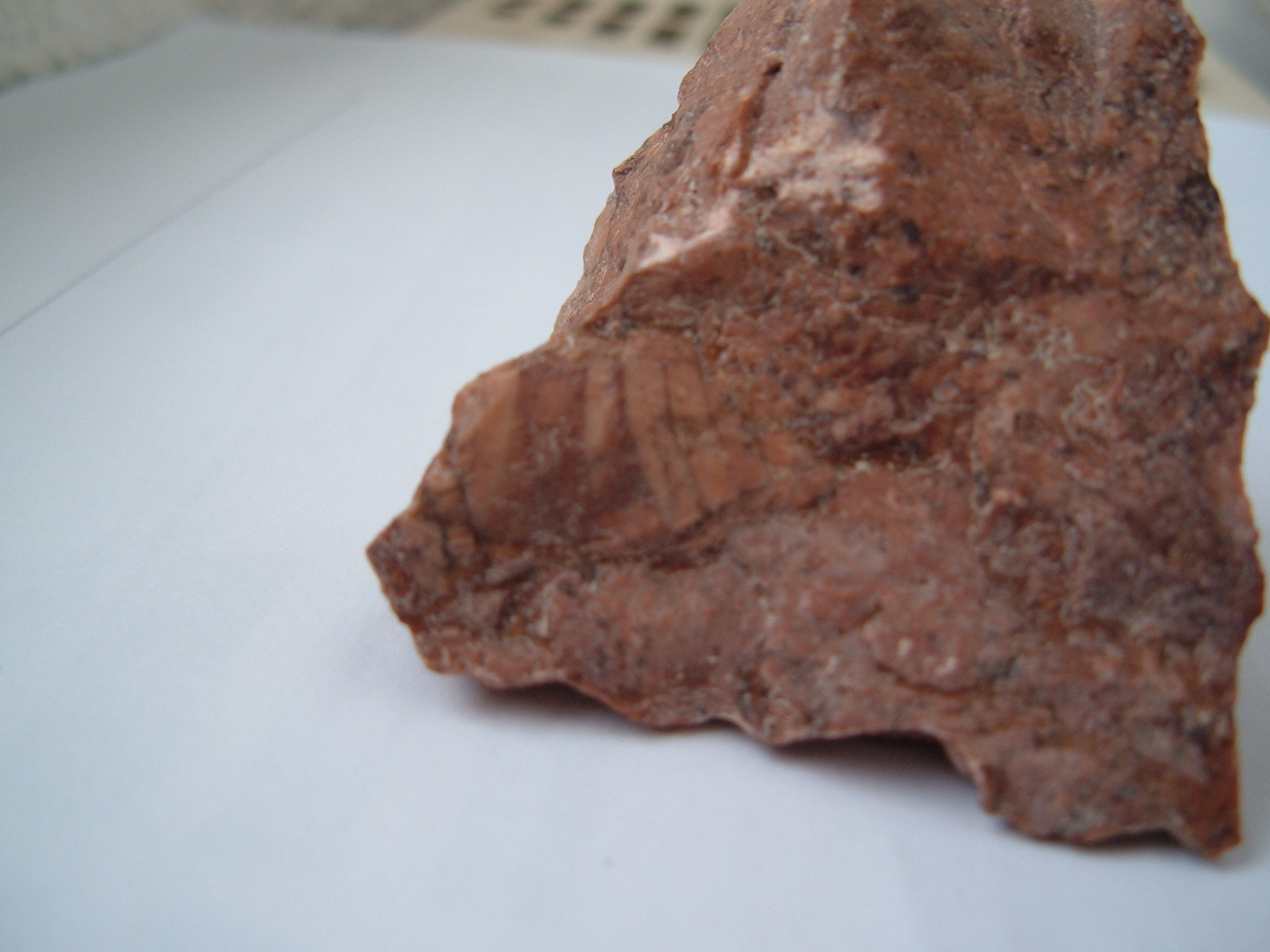
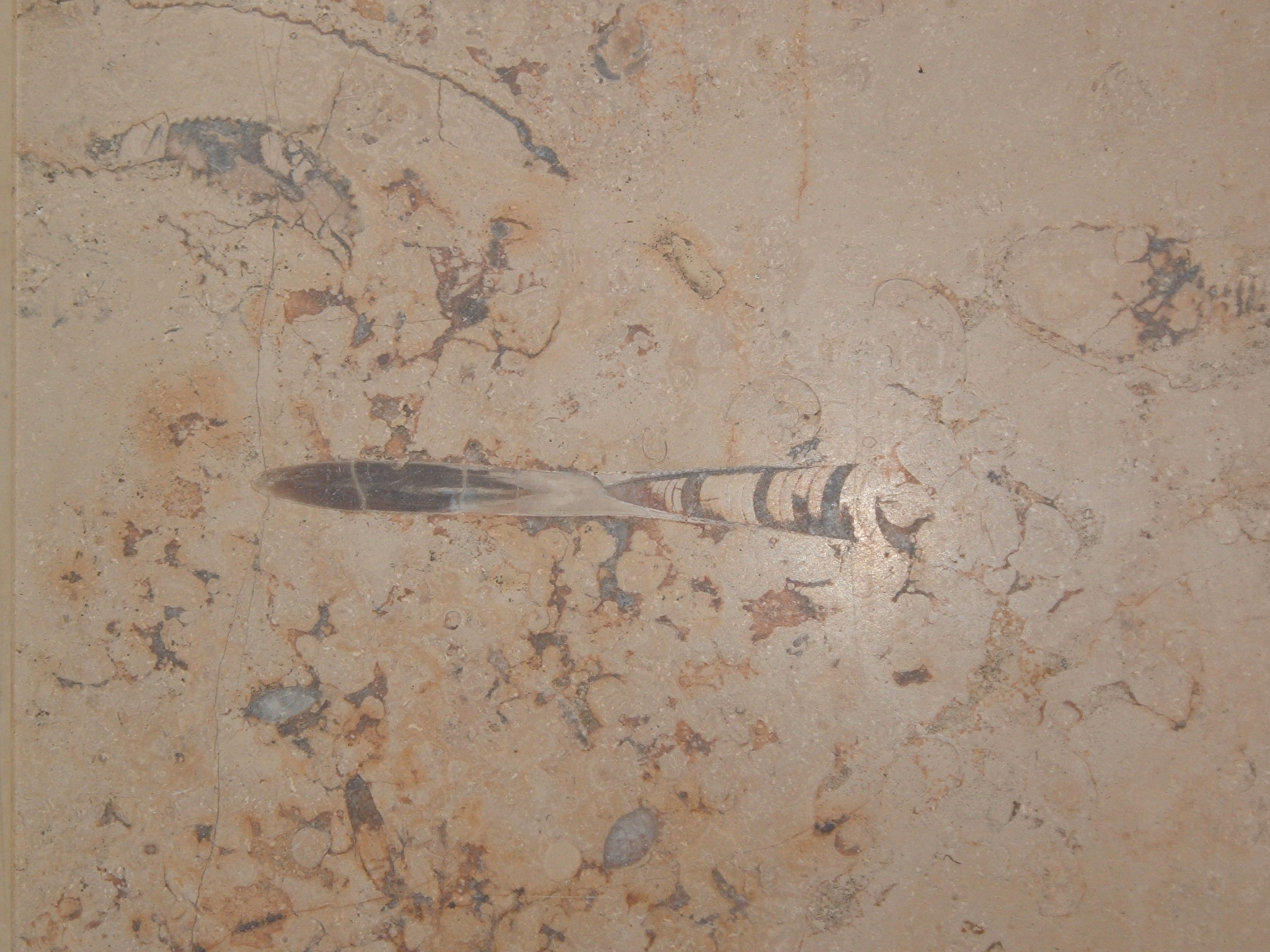
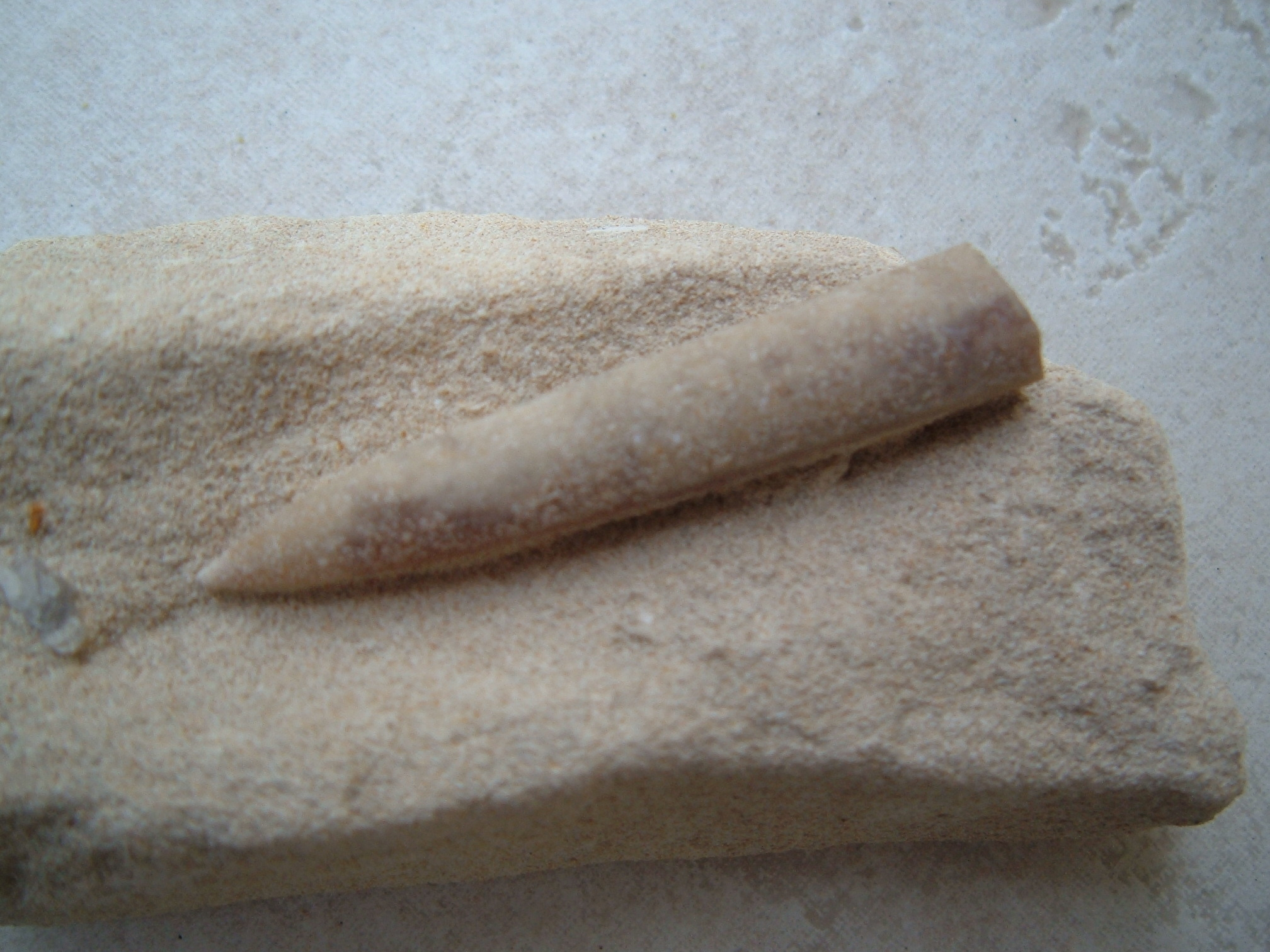

## Osztályozás
Megjegyzés: minden családjuk kihalt
- Belemnoidea kohorsz
  -     - Nemzetség Jeletzkya

  - Rend Aulacocerida
    - Családlrend Aulacoceratidae
    - Család Dictyoconitidae
    - Család Hematitidae
    - Család Palaeobelemnopseidae
    - Család Xiphoteuthididae

  - Rend Belemnitida
    - Alrend Belemnitina
      - Család Cylindroteuthididae
      - Család Hastitidae
      - Család Oxyteuthididae
      - Család Passaloteuthididae
      - Család Salpingoteuthididae

    - Alrend Belemnopseina
      - Család Belemnitellidae
      - Család Belemnopseidae
      - Család Dicoelitidae
      - Család Dimitobelidae
      - Család Duvaliidae

  - Rend Belemnoteuthina
    - Család Belemnotheutididae
    - Család Chitinobelidae
    - Család Sueviteuthididae

  - Rend Diplobelida
    - Család Chondroteuthididae
    - Család Diplobelidae

  - Rend Phragmoteuthida
    - Család Phragmoteuthididae